# Xiaomi Mi 11
Các Xiaomi Mi 11  là một Android Điện thoại thông minh được phát triển bởi Xiaomi Inc. được ra mắt trên toàn cầu vào ngày 8 tháng 2 năm 2021.

## Kỹ thuật

### Thiết kế

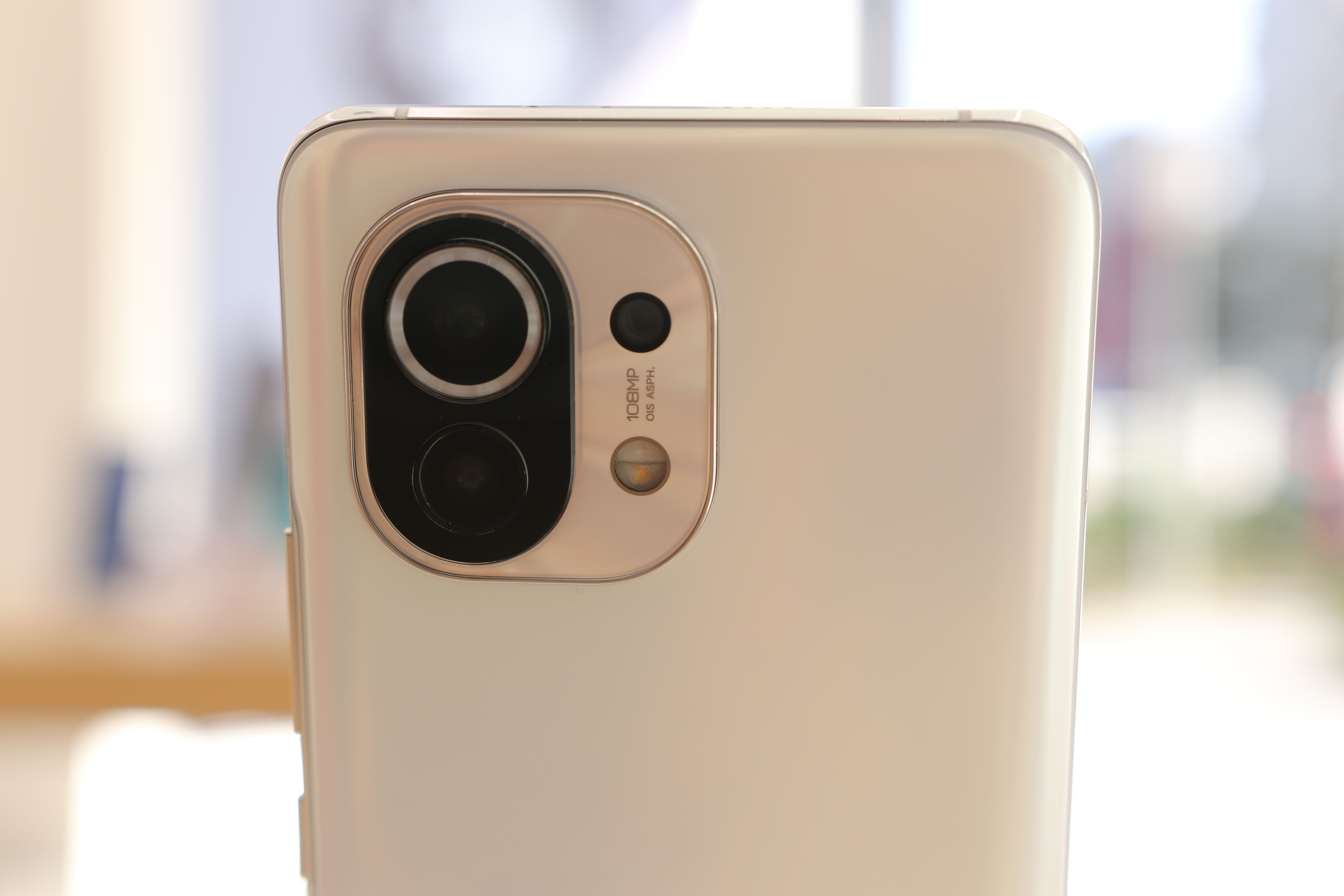
Mô-đun máy ảnh chính Mi 11

Mi 11 sử dụng Kính cường lực Corning Gorilla Glass Victus ở mặt trước và mặt sau. Mặt trước của điện thoại di động Xiaomi Mi 11 sử dụng tai nghe ẩn. Mặt sau của điện thoại di động Xiaomi Mi 11 có hai thiết kế vật liệu và năm màu: đen, trắng, xanh dương, tím khói và nâu. Ba người đầu tiên sử dụng kính chống chói và hai cái sau sử dụng da thuần chay. Do các vật liệu khác nhau, độ dày và trọng lượng của thân máy bay cũng khác nhau. Phiên bản kính chống chói dày 8,06 mm và nặng 196 g, và phiên bản da thuần chay dày 8,56 mm và nặng 194 g.

### Phần cứng
Xiaomi Mi 11 là điện thoại thông minh đầu tiên sử dụng bộ xử lý Qualcomm Snapdragon 888. Đây là bộ xử lý hàng đầu của Qualcomm với kiến trúc 5 nm. Nó thông qua thiết kế cấu trúc ba cụm 1 + 3 + 4. Lõi siêu lớn sử dụng kiến trúc X1 mới nhất của ARM, giúp cải thiện hiệu suất tổng thể. 25% điện năng tiêu thụ giảm 25%. Đồng thời, bộ xử lý này cũng tích hợp màn hình đồ họa Adreno 660 hoàn toàn mới. So với Adreno 650 được trang bị Snapdragon 865 thế hệ trước, bộ xử lý này đã cải thiện hiệu suất 35% và giảm 20% mức tiêu thụ điện năng. Về màn hình, Xiaomi Mi 11 sử dụng màn hình AMOLED bốn cong 6,81 inch với độ phân giải 3200x1440 và hỗ trợ tốc độ làm mới 120 Hz và tốc độ lấy mẫu cảm ứng 480 Hz. Màn hình này có độ sáng kích thích là 900 nits và độ sáng cực đại có thể đạt tới 1500 nits. Ngoài ra, nó cũng hỗ trợ màn hình màu chính và độ sâu màu 10 bit. Camera chính của Xiaomi Mi 11 được trang bị camera 108 megapixel sử dụng cảm biến HMX của Samsung. Hai ống kính còn lại là ống kính góc siêu rộng 13 megapixel và ống kính macro tele 5 megapixel. Mặt trước được trang bị camera 20 megapixel. Về quay video, Xiaomi Mi 11 có thể hỗ trợ quay video độ phân giải 8K.

### Sạc
Mi 11 phiên bản Trung Quốc sẽ không đi kèm với bộ sạc. Khi nói đến việc đặt hàng Mi 11, bạn có thể chọn phiên bản tiêu chuẩn không có bộ sạc hoặc phiên bản trọn gói với bộ sạc GaN 55 W mà không mất thêm chi phí, nhưng phiên bản toàn cầu đi kèm với bộ sạc GaN 55W trong hộp.

### Phần mềm
Thiết bị chạy trên Android 11, với giao diện MIUI 12 tùy chỉnh của Xiaomi 